# Aconitum pulchellum
Aconitum pulchellum är en ranunkelväxtart som beskrevs av Hand.-mazz.. Aconitum pulchellum ingår i släktet stormhattar, och familjen ranunkelväxter.

## Underarter
Arten delas in i följande underarter:
- A. p. hispidum
- A. p. racemosum